# Комфортный шум
Комфортный шум — искусственно создаваемый фоновый шум, используемый при голосовых телекоммуникациях с целью заполнить молчание в передаче. Отключение комфортного шума раздражает абонента и снижает разборчивость речи. Комфортный шум также сигнализирует о том, что сеанс связи не окончен.
Во время блокады Ленинграда в городской радиосети в качестве комфортного шума использовался стук метронома, дающий знать, что радиосеть всё ещё работала.
CNG (англ. Comfort Noise Generation) — генерация комфортного шума при заполнении VAD-пауз между репликами.